# Episcada mira
Espèce
Episcada mira est un insecte lépidoptère  de la famille des Nymphalidae, de la sous-famille des Danainae et du genre Episcada.

## Dénomination
Episcada mira a été décrit par William Chapman Hewitson en 1877.
Synonyme : Episcada segesta Weymer, 1899; Episcada comstocki Fox, 1945; Episcada mira.

### Nom vernaculaire
Episcada mira se nomme Mira Clearwing en anglais.

## Description
Episcada mira est un papillon d'une envergure de 45 mm à 50 mm, à l'abdomen mince, aux ailes antérieures beaucoup plus longues que les ailes postérieures et à bord interne concave.
Les ailes sont transparentes avec de très fines veines et une bordure marron sur le dessus, ocre doré sur le revers. Sur les ailes antérieures une plage jaune pâle orne la base de e4, e5, e6 après la cellule.

## Écologie et distribution
Episcada mira est présent en Équateur et au Pérou,.

### Protection
Pas de statut de protection particulier.